# 艾瑞克·拉德福德
艾瑞克·拉德福德（Eric Radford，1985年1月27日—）為加拿大雙人花式滑冰運動員，搭擋為米根·迪阿梅尔，他為兩度世界冠軍 (2015, 2016)，2018年冬季奧林匹克運動會在團體項目奪金、雙人項目奪銅，兩度四大洲冠軍(2013, 2015)。2018年，他成為冬季奧運首位奪金的出櫃男同性戀。2021年4月，宣布将与瓦内萨·詹姆斯搭档获2022世锦赛铜牌。

## 外部連結
维基共享资源上的相關多媒體資源：艾瑞克·拉德福德
- Meagan Duhamel / Eric Radford在国际滑冰联盟的页面